# La Trinidad, Yoro
La Trinidad är en ort i Honduras.   Den ligger i departementet Departamento de Yoro, i den centrala delen av landet, 110 km norr om huvudstaden Tegucigalpa. La Trinidad ligger 625 meter över havet och antalet invånare är 1 314.
Terrängen runt La Trinidad är varierad. Runt La Trinidad är det ganska tätbefolkat, med 58 invånare per kvadratkilometer. Närmaste större samhälle är Yoro, 8,8 km nordost om La Trinidad. 